# زكي بني ارشيد
زكي بني ارشيد (1957 -) الأمين العام الرابع السابق لحزب جبهة العمل الإسلامي، الجناح السياسي للإخوان المسلمين في الأردن.   تعود أصول عائلته إلى عشيرة بني ارشيد، وموطنها الأصلي لواء الكورة التابع لمحافظة إربد شمالي الأردن 

## التعليم
دبلوم هندسة كيميائية من كلية عمان الهندسية البولتكنيك،1977

## الخبرات الوظيفية
- 1979 عمل في شركة الفوسفات ومصنع الاسمنت.
- يعمل حاليا في القطاع الخاص

## المواقع التي شغلها
- رئيس الاتحاد العام لطلاب كلية البولتكنيك 1976م.
- رئيس نقابة عمال الاسمنت الابيض 1992م.
- رئيس النقابة العامة للعاملين في البناء 1995م
- عضو المجلس المركزي لاتحاد نقابات العمال في الاردن 1995م.
- نائب شعبة الزرقاء في الإخوان المسلمون في الأردن
- عضو مجلس شورى الإخوان المسلمون في الأردن 1990-1994م.
- نائبا للمراقب العام لجماعة الإخوان المسلمون في الأردن 2012-2016
- عضو المكتب التنفيذي لحزب جبهة العمل الإسلامي 2002-2006م
- امين عام حزب جبهة العمل الإسلامي 2006-2009م.

## سجنه
اعتقله الأمن الأردني مساء يوم 20 نوفمبر/تشرين الثاني 2014 فور خروجه من اجتماع لمجلس شورى الجماعة بمركزها العام في العاصمة عمّان، وأُبلغ بأنه مطلوب من المدعي العام في محكمة أمن الدولة. أودِع «سجن جويدة» بتهمة تعكير صفو العلاقات مع دولة الإمارات العربية المتحدة، بعدما كتب مقالا على صفحته بموقع فيسبوك اتهمها فيه بـ«رعاية الإرهاب»، وهاجم تصنيفها لجماعة الإخوان «منظمة إرهابية».
وفي منتصف فبراير/شباط 2015 قضت محكمة أمن الدولة الأردنية بحبس بني ارشيد لمدة عام ونصف العام مع الشغل بتهمة «القيام بأعمال من شأنها أن تعرض المملكة لتعكير صلاتها وصفو علاقتها بدولة أجنبية».
ورفضت محكمة التمييز يوم 15 أبريل/نيسان 2015 الطعن الذي قدمه بني ارشيد في قرار محكمة أمن الدولة، وتضمن قرار المحكمة رفض طلب إخلاء السبيل الذي تقدمت به هيئة الدفاع عن بني ارشيد.
ومع بزوغ فجر الاثنين 4 يناير/كانون الثاني 2016 أفرجت السلطات الأردنية عن زكي بني ارشيد